# 84P/Giclas
84P/Giclas – kometa krótkookresowa należąca do rodziny Jowisza.

## Odkrycie
Kometa została odkryta 8 września 1978 roku przez Henry’ego L. Giclasa (Lowell Observatory, Flagstaff, Arizona). W nazwie znajduje się nazwisko odkrywcy.

## Orbita komety i właściwości fizyczne
Orbita komety 84P/Giclas ma kształt elipsy o mimośrodzie 0,495. Jej peryhelium znajduje się w odległości 1,84 j.a., aphelium zaś 5,44 j.a. od Słońca. Jej okres obiegu wokół Słońca wynosi 6,95 roku, nachylenie do ekliptyki to wartość 7,29˚.
Jądro tej komety ma rozmiary 1,8 km.